# Luigi Piotti
Luigi Piotti   (Milà, 27 d'octubre de 1913 - Godiasco, 19 d'abril de 1971) va ser un pilot de curses automobilístiques italià que va arribar a disputar curses de Fórmula 1.

## Trajectòria
Home de negocis adinerat que sovint i sense problemes, corre com a pilot privat amb cotxes comprats i matriculats per ell mateix, el 6 de juny de 1954 va guanyar les 12 hores d'Hyères en parella amb Maurice Trintignant, en un Ferrari 250 Monza de la seva propietat.
Va debutar a la setena i última cursa de la temporada 1955 (la sisena temporada de la història) del campionat del món de la Fórmula 1, disputant l'11 de setembre del 1955 el GP d'Itàlia al Circuit de Monza. Luigi Piotti va participar en un total de vuit curses puntuables pel campionat de la F1, repartides en quatre temporades diferents (1955-1958) assolí un sisè lloc com a millor posició.
L'any 1958 va participar per darrera vegada en una cursa de F1, a Mònaco, sense classificar-se, i es va dedicar a altres activitats extralaborals.

## Resultats
| Any  | Equip                     | Xassís         | Motor    | 1       | 2       | 3   | 4   | 5   | 6   | 7       | 8       | 9   | 10  | 11  | Posició | Punts |
| ---- | ------------------------- | -------------- | -------- | ------- | ------- | --- | --- | --- | --- | ------- | ------- | --- | --- | --- | ------- | ----- |
| 1955 | Scuderia Volpini          | Arzani-Volpini | Maserati | ARG     | MON     | 500 | BEL | HOL | GBR | ITA NVS |         |     |     |     | -       | 0     |
| 1956 | Officine Alfieri Maserati | Maserati       | Maserati | ARG Ret | MON     | 500 | BEL | FRA | GBR | ALE     |         |     |     |     | -       | 0     |
| 1956 | Luigi Piotti              | Maserati       | Maserati |         |         |     |     |     |     | ITA 6   |         |     |     |     | -       | 0     |
| 1957 | Luigi Piotti              | Maserati       | Maserati | ARG 10  | MON NVQ | 500 | FRA | GBR | ALE | PES Ret | ITA Ret |     |     |     | -       | 0     |
| 1958 | Automobili OSCA           | O.S.C.A.       | O.S.C.A. | ARG NVQ | MON     | HOL | 500 | BEL | FRA | GBR     | ALE     | POR | ITA | MAR | -       | 0     |

### Resum
| Curses: | Victòries: | Pòdiums: | Poles: | Voltes ràpides: | Punts: |
| ------- | ---------- | -------- | ------ | --------------- | ------ |
| 8       | 0          | 0        | 0      | 0               | 0      |